# ۹۲ نیوز
۹۲ نیوز (انگلیسی: 92 News) شرکت رسانه‌ای پاکستانی است، که در سال ۲۰۱۵ تأسیس شد.